# Antoine Pesne

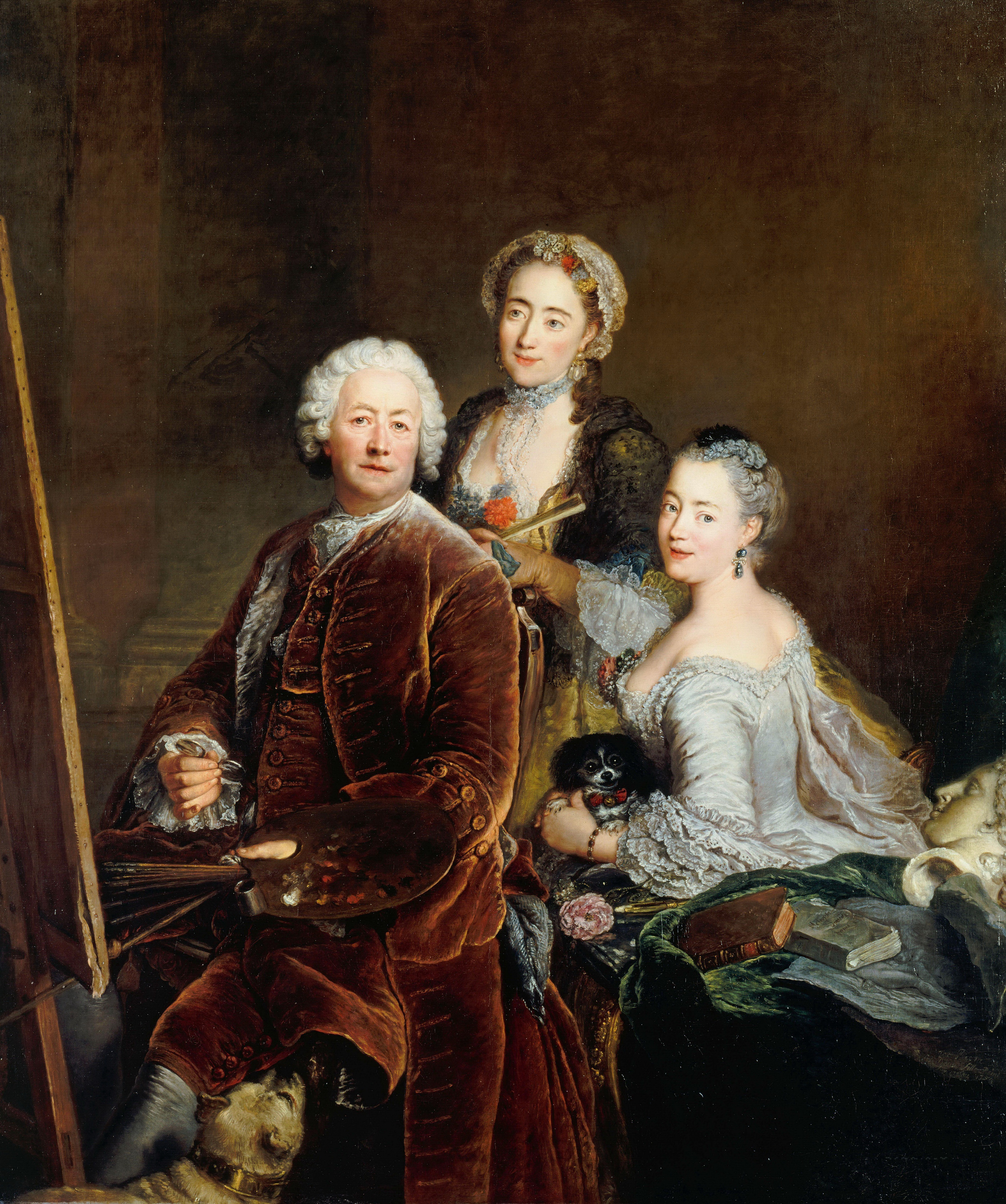
Antoine Pesne y sus hijas (Gemäldegalerie Berlin)

Antoine Pesne (pronunciación en francés: /pɛːn/) (París,  23 de mayo de 1683 - Berlín, 5 de agosto de 1757) fue un pintor francés del rococó.
Pintor de corte, ejecutó una brillante carrera en el Sacro Imperio Romano Germánico, pero sobre todo en Prusia.

## Biografía
Pesne estudió en París y en Italia, particularmente con Andrea Celesti en Venecia.
Fue pintor de la corte de Federico I y más tarde de  Federico II el grande. Philippe Mercier fue su alumno.
Hijo del retratista Thomas Pesne y de Hélène de La Fosse, sobrino del grabador Jean Pesne, su padre, después de darle las primeras lecciones de su arte, lo colocó como alumno de su tío abuelo Charles de La Fosse. , quien le enseñó los principios del color. Antoine Pesne estudió dibujo de modelos en la academia.
En 1707 abandonó París para viajar a Italia. Primero fue a Roma y luego a Nápoles. El deseo de estudiar a los grandes coloristas de Venecia le llevó a esta ciudad, donde trabó amistad en particular con Andrea Celesti y estudió durante varios años las obras de Tiziano y Veronés, perfeccionando sus cualidades como colorista, hasta el punto de ser considerado un uno de los mejores artistas de esta ciudad. 
Estuvo muy ocupado retratando los primeros personajes de la República de Venecia. Además del género del retrato, también practicó el género de la pintura histórica, que ejecutó con pincel fácil, hermoso color y corrección exacta del dibujo.
En 1707, pintó en Venecia al barón de Kniphausen que, al regresar a Berlín, se lo mostró al rey de Prusia Federico Guillermo I, quien inmediatamente lo llamó a su lado como pintor de la corte y le concedió una pensión honorable. Antoine Pesne partió entonces hacia Berlín con su suegro, el pintor Jean-Baptiste Gayot Dubuisson, dos hermanas y tres hermanos de su esposa.  Hacia 1720 fue nombrado primer pintor del rey de Prusia. El sucesor de Federico Guillermo, Federico II, le retuvo sus favores y lo trató con especial favor, honrándolo con sus beneficios, diciéndole en una epístola:

¡Qué espectáculo tan asombroso acaba de asomar ante mis ojos!

  Querido Pesne, tu pincel te iguala en el rango de los dioses.

Esto hará que Voltaire escriba, en una carta dirigida desde Berlín el 2 de septiembre de 1751 a Madame Denis: “Este Pesne es un hombre al que no mira. Sin embargo, es querido Pesne, él es un Dios. Lo mismo podría ocurrirme a mí; es decir no mucho. » 
En 1710, Pesne fue llamado a Berlín por el rey Federico I de Prusia. El rey había visto y le había gustado un cuadro de un noble alemán que Pesne había completado en Venecia y quería que Pesne completara un estudio de sí mismo. Tras la muerte del rey en 1713, Pesne trabajó en las cortes de Dresde y Dessau, y más tarde visitó Londres y París, donde fue nombrado miembro de pleno derecho de la Académie Royale en 1720. Mientras estuvo allí, pintó el retrato de un conocido coleccionista Pierre-Jean Mariette en 1723. Mariette tenía amplias conexiones internacionales con otros artistas y, lo que es más importante, con mecenas.
En 1720, Pesne fue recibido en la Real Academia de París con, como pieza de recepción, Sansón y Dalila (Museo de Bellas Artes de Carcasona).

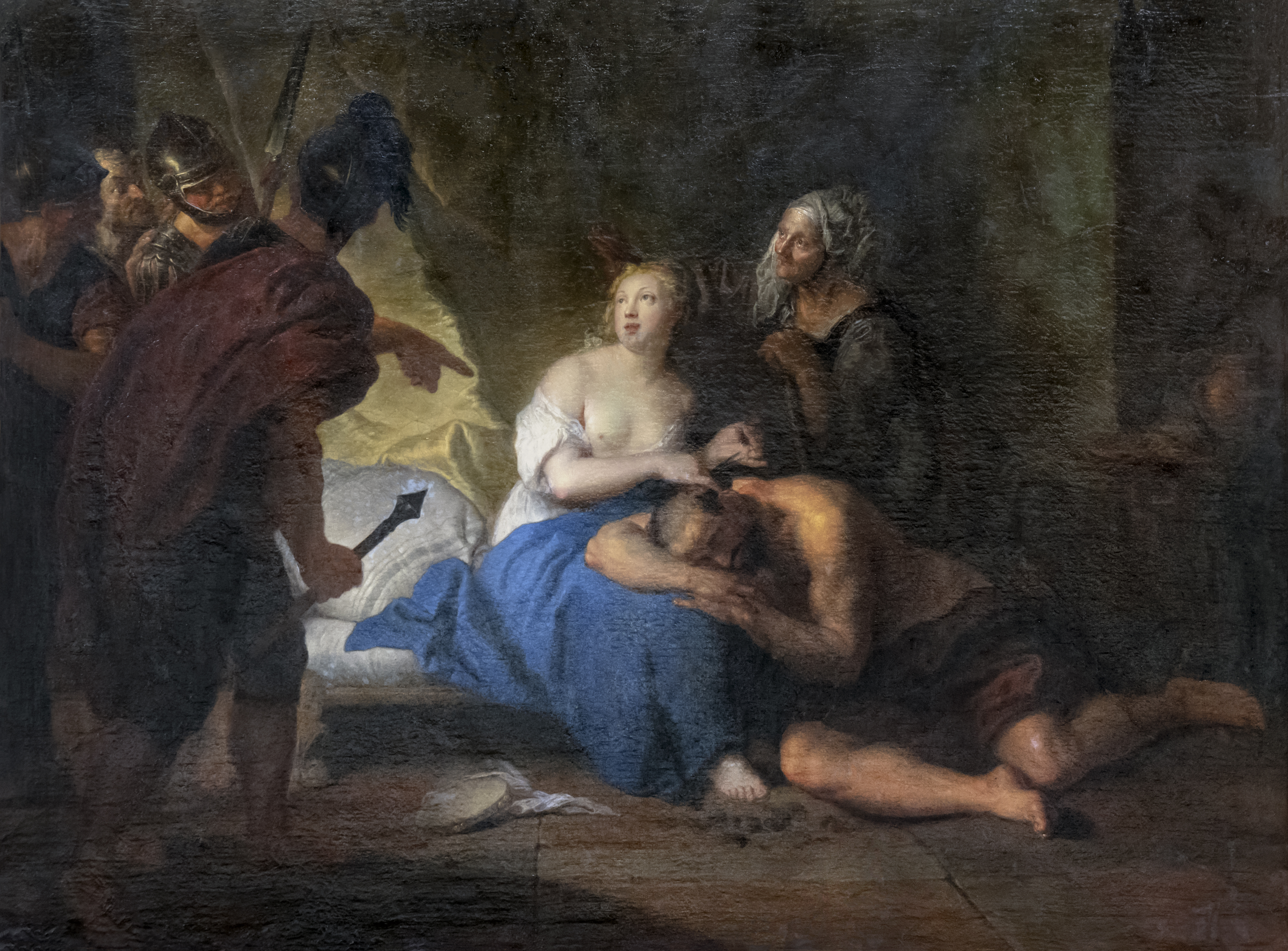
Sansón y Dalila, Museo de Bellas Artes de Carcasona.

↵Philippe Mercier, Anna Dorothea Therbusch, Johann Rudolf Dälliker y Bernhard Rode estuvieron entre sus alumnos.

En 1734, Federico el Grande, tras haber sido reinstalado como príncipe heredero en 1731 por su padre, Federico Guillermo I, fijó su residencia en Rheinsberg. El propio Federico Guillermo tenía poca utilidad para la pintura y el arte por sí mismos; estaba mucho más interesado en los soldados, en el servicio militar y en formar el ejército. Sin embargo, nombró a Pesne director de la Academia de las Artes de Prusia en 1732. En ese momento, Pesne se hizo famoso por sus retratos de la familia real prusiana y sus hogares. Entre sus más famosos se encuentra su retrato de Federico Guillermo, El rey soldado (1733). Muchos de sus retratos se encuentran colgados en museos de Berlín y en el Palacio de Charlottenburg. Estos incluyen (entre otros) sus retratos de los dos primeros reyes de Prusia, Federico I y Federico Guillermo I, miembros de la familia real, y de la dama de honor Eleonore von Schlieben.
En la iglesia de San Agnus de Köthen, donde J. S. Bach era director musical (Kapellmeister), se encuentra un retrato de la donante Gisela Inés (Gisela Agnes), princesa de Anhalt-Köthen, pintado por Pesne en 1713. Las pinturas del techo en Charlottenburg, Rheinsberg y Sanssouci Los palacios son, al menos en parte, obra suya.
En 1746 Pesne recibió del rey Federico II propiedades y material de construcción para erigir una casa en Oberwallstraße 3 en Berlín, donde vivió hasta su muerte en 1757. Su tumba se conserva en el protestante Friedhof I der Jerusalems- und Neuen Kirchengemeinde (Cementerio núm. I de las congregaciones de la Iglesia de Jerusalén y de la Iglesia Nueva) en Berlín-Kreuzberg, al sur de Hallesches Tor.

## Sus obras de arte
Pesne realizó numerosos frescos de tema mitológico y alegórico en los palacios de Berlín, Charlottenburg, Potsdam, Rheinsberg y en el Palacio de Sanssouci.
Es también conocido por sus retratos de actrices y bailarinas francesas e italianas de la ópera de Berlín, como La Barberina.
Pesne realizó un número considerable de retratos en la corte prusiana. Durante el reinado de Federico Guillermo sólo pintó retratos considerados de gran belleza. D’Argens escribió que, al hablar del retrato del barón de Knobelsdorf, colocado junto a un bello Rembrandt, el cuadro de Pesne borró al Rembrandt. “Es cierto”, añade, “que los retratos de Pesne son superiores a sus pinturas históricas: hay en sus retratos, me atrevo a decir, un color más verdadero que en los de Rigaud, un vigor del que muy a menudo carecían los de Largillière. , una nobleza que no se encuentra en las de Rembrandt. Podemos convencernos de lo que digo aquí examinando atentamente la familia del barón d'Erlach: este cuadro, de tres metros de alto y doce de ancho, contiene cinco personas de tamaño natural. El barón d'Erlach está pintado de pie con ropas antiguas, como las que alguna vez vistió el coronel suizo; su esposa está sentada rodeada de dos niñas y un niño. El fondo del cuadro representa una habitación decorada con muebles preciosos. Este cuadro reúne tanto las cualidades de un cuadro histórico muy bello como las de los retratos más excelentes. Un lord inglés quería donar 20.000 libras. »
Pesne pintó posteriormente un gran número de cuadros históricos, entre los que citamos: un baño de Susana (en la galería del Palacio de Berlín), cinco grandes cuadros sobre temas de metamorfosis, en la sala de conciertos de Sans-Souci, tres cuadros en la Iglesia Católica de Potsdam, una mujer enmascarada y junto a ella una anciana, en Charlottenburg, Cristo en la mesa con los discípulos de Emaús, una virgen vestal, en el palacio del príncipe Enrique, la Historia de Sansón y Dávila en Falbe.
También creó una gran cantidad de techos con temas mitológicos y alegóricos en colores frescos al estilo de la escuela veneciana. En Charlottenburg representó la fiesta de los dioses en el techo del gran salón. Volvió a pintar en este palacio, en el techo del comedor, Juno, Minerva y Venus conducidas a París por Mercurio, en el techo de la gran escalera, Prometeo robando el fuego del cielo, en el techo de un dormitorio, Apolo y las Musas, en los techos de dos gabinetes, la Aurora; Venus ordenando a Cupido que dispare una flecha, desde el techo de la biblioteca, Minerva y Poesía. También realizó el techo de la gran escalera de mármol de Potsdam, un techo en el castillo de Rheinsberg y otro en Sans-Souci, en la sala de conciertos.
Pesne acabó sus días, tras una residencia en Berlín de unos treinta años, antes de terminar El rapto de Helena que hizo para el rey de Prusia. Su alumno Bernhard Rode terminó las dos figuras que no había podido completar.
Pesne también es conocido por sus retratos de actrices y bailarinas francesas e italianas de la Ópera de Berlín, incluida La Barberina. Wille realizó un grabado de su Retrato de Federico II, rey de Prusia, visto de medio cuerpo, con un sombrero en la cabeza.

## Influencia y estilo
Pesne utilizó un estilo similar al que se hizo famoso en Francia durante el reinado de Luis XIV, aunque su uso de colores era más suave y su toque más "pictórico". Su Vista de Rheinsberg (1737) demuestra el compromiso de las personas con la naturaleza, un tema popular en la época. La mayor parte de su trabajo decorativo en Rheinsberg y más tarde en Berlín y Potsdam en Sanssoucci incluyó escenas mitológicas y alegóricas, como el techo de la sala de audiencias en Sanssouci: Zephyr Crowns Flora. La presencia de artistas como Pesne en las capitales de Europa garantizó la expansión de la influencia francesa en todas las artes.

## Galería

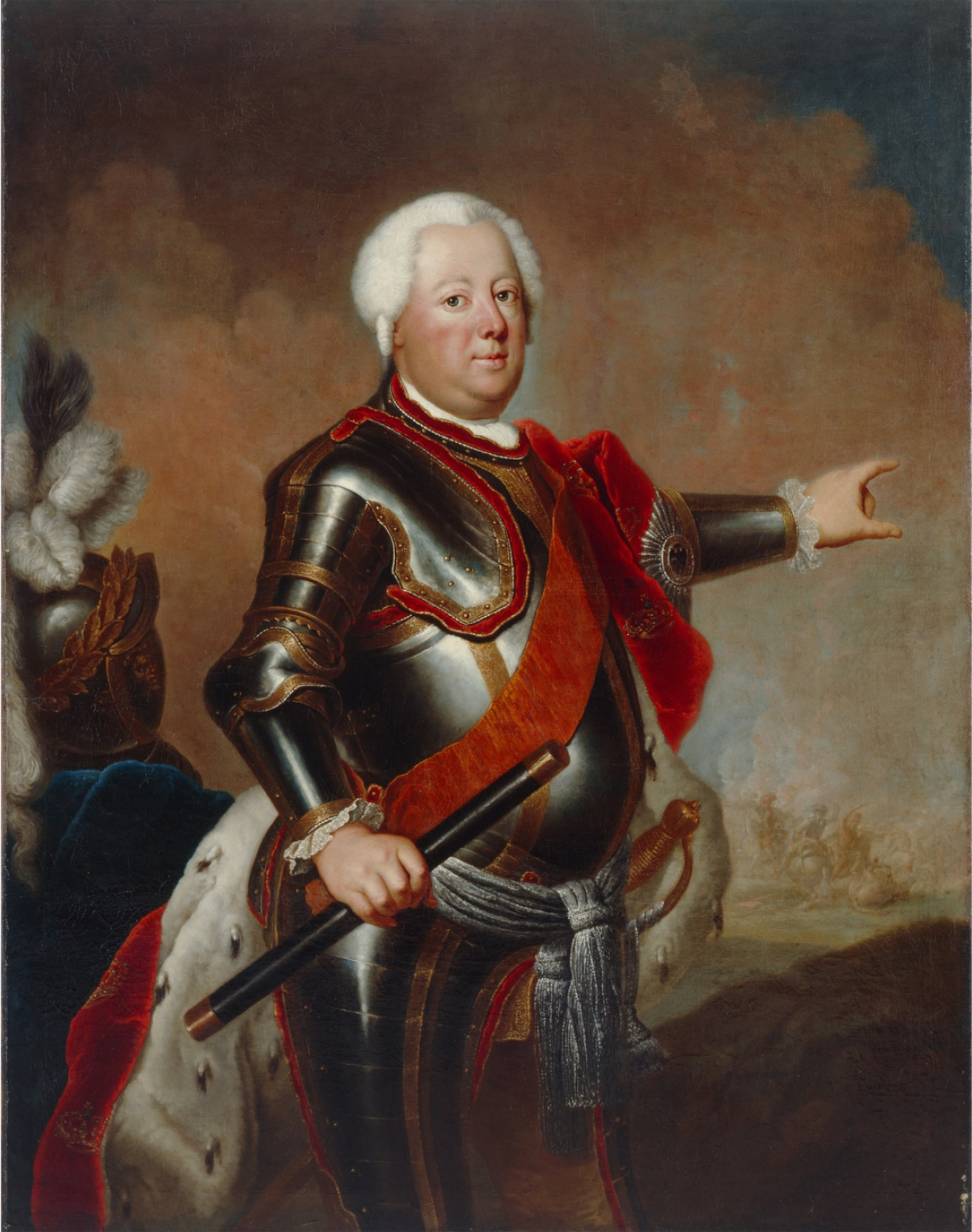
Federico I, primer rey de Prusia (antes de 1713)
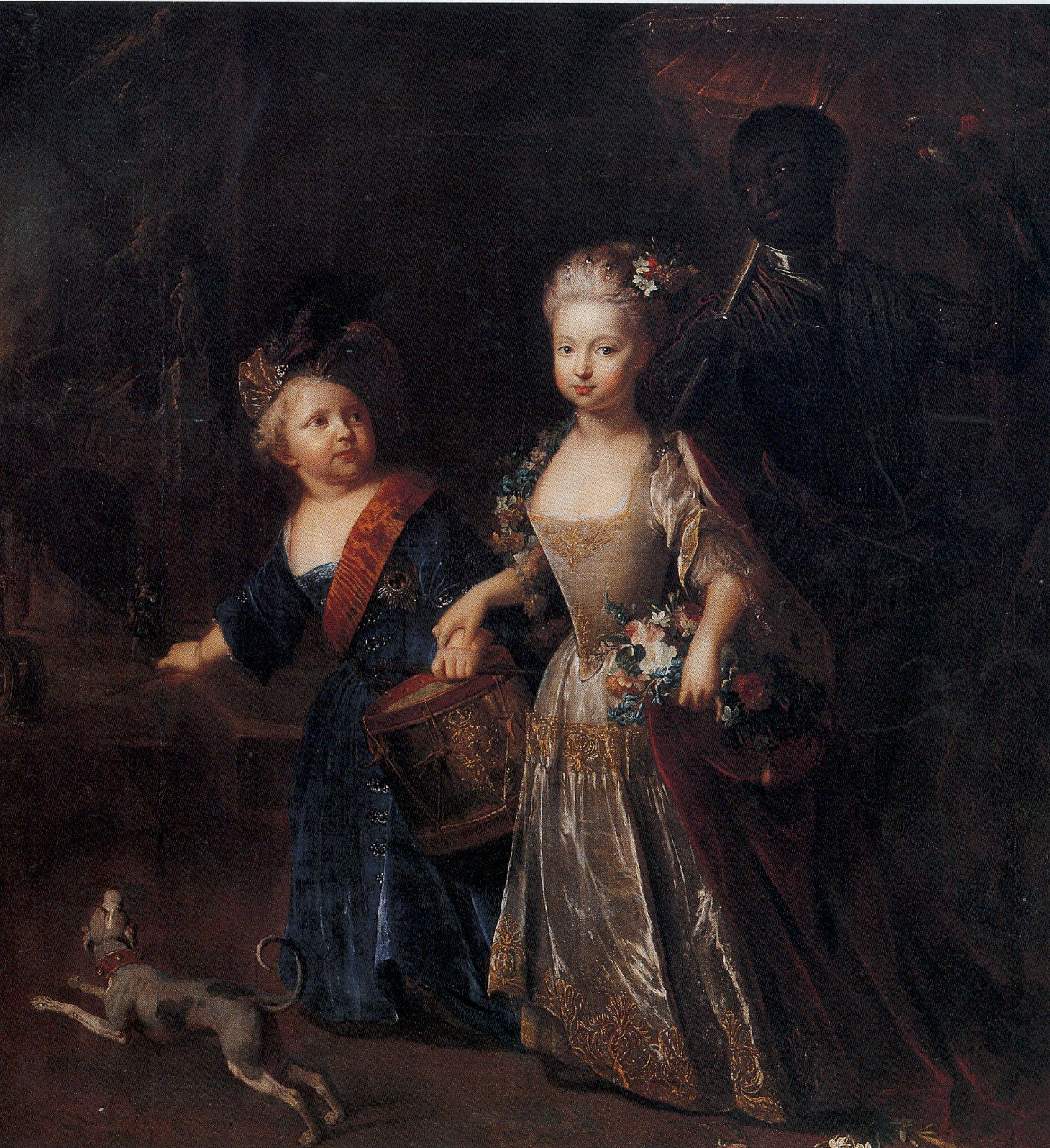
Federico con su hermana Guillermina cuando eran niños (c. 1715)
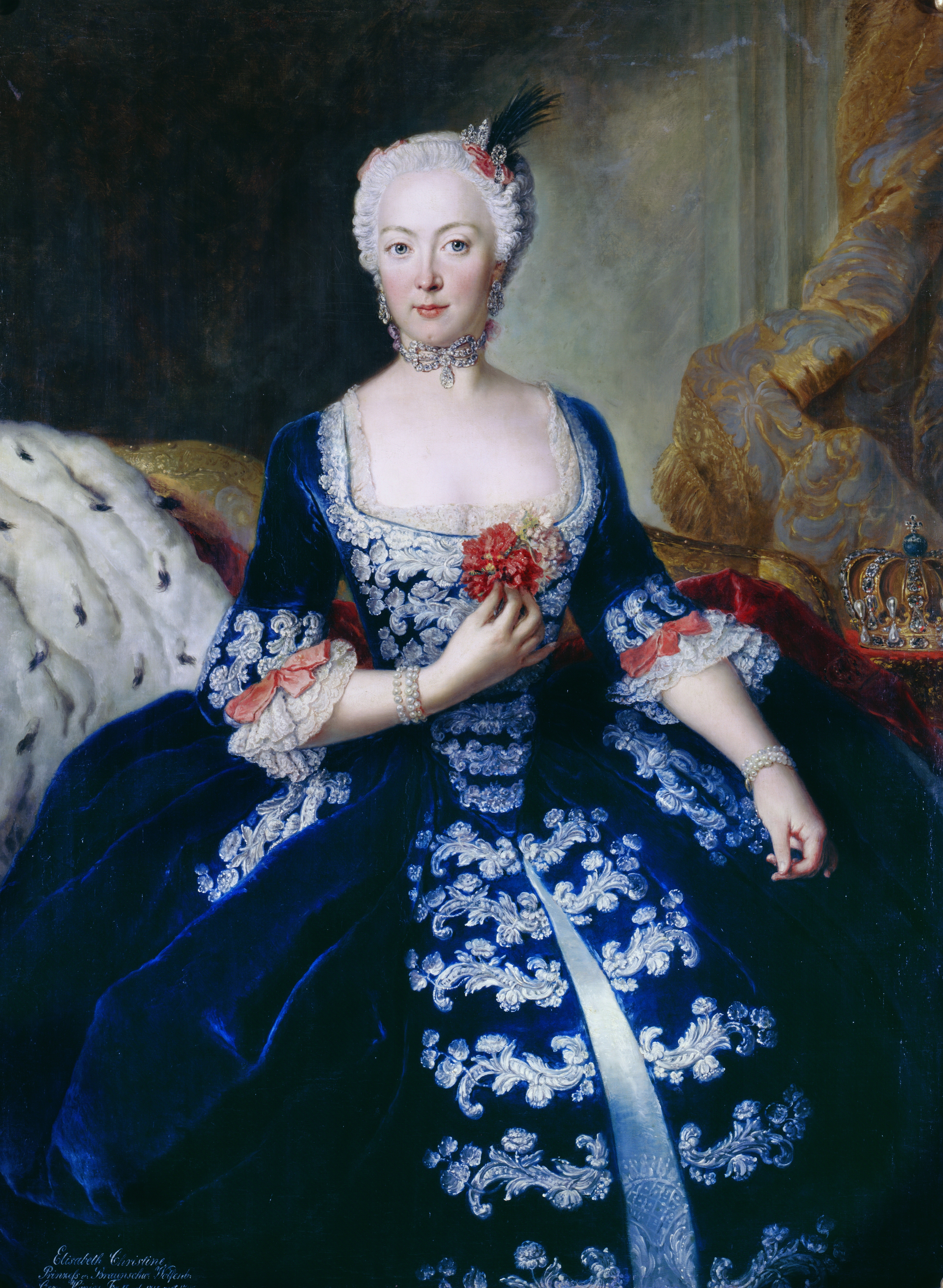
Retrato de Isabel Cristina de Brunswick-Bevern (1715-1797)
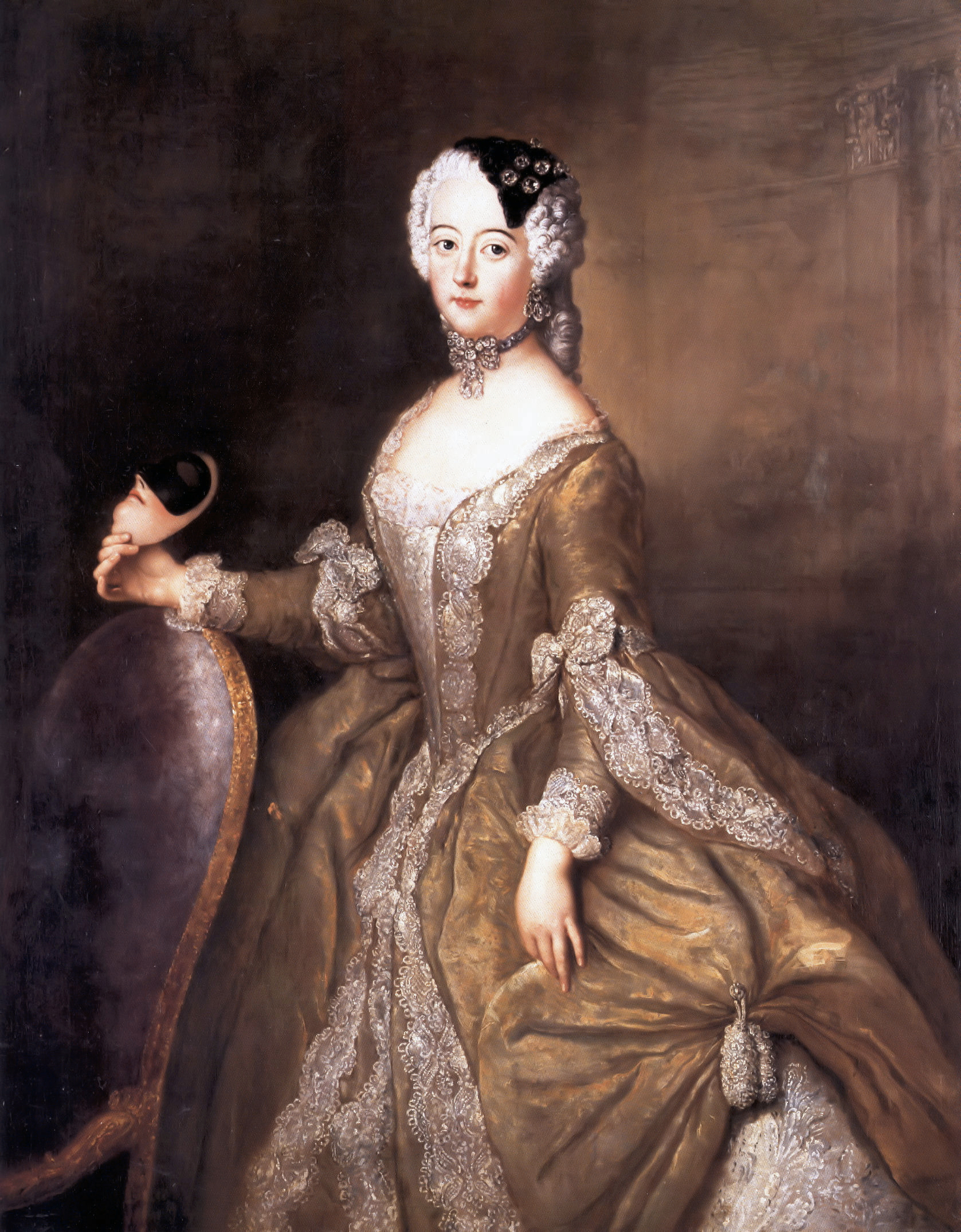
Retrato de Luisa Ulrica de Prusia (1720-1782)
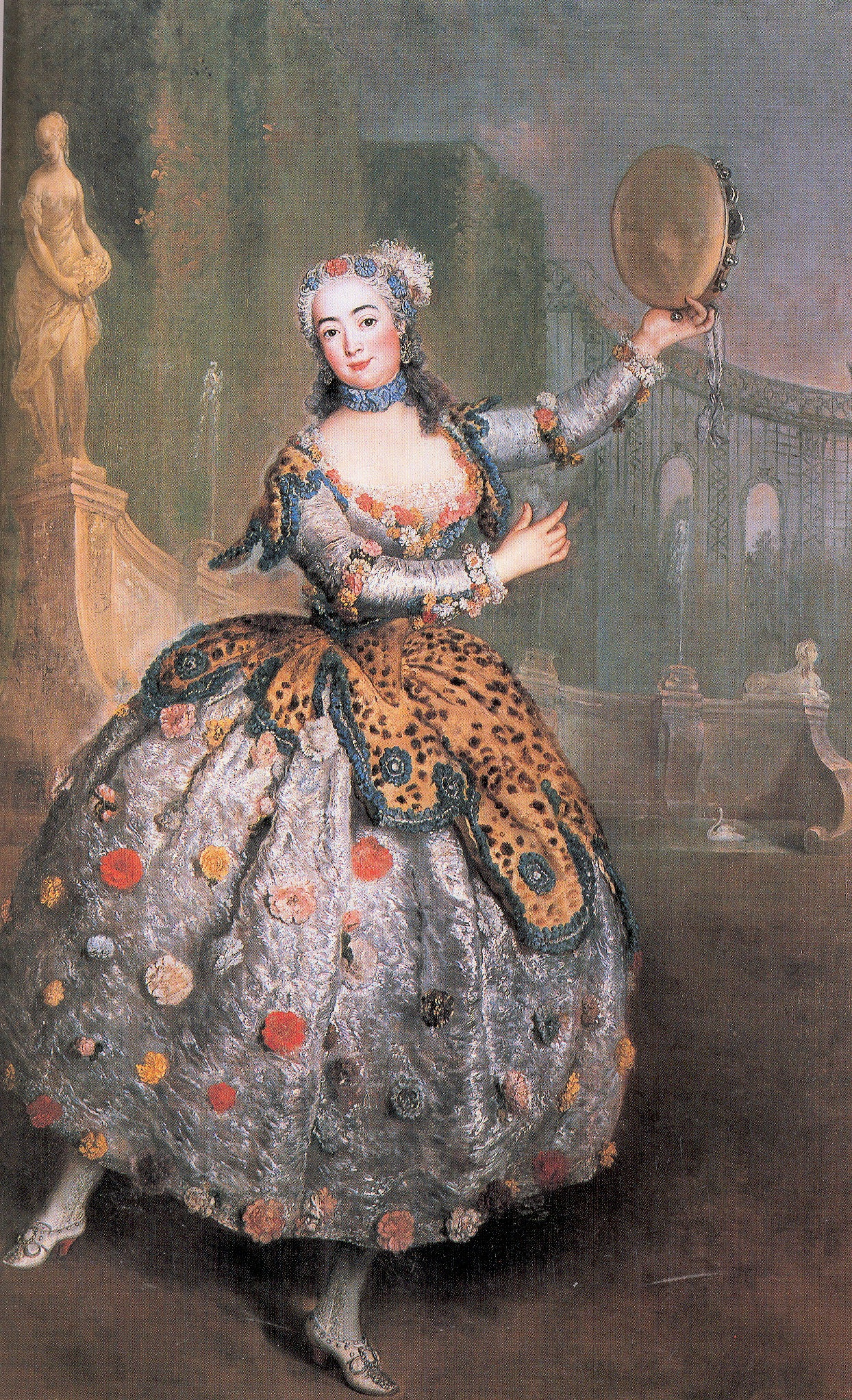
La barberina
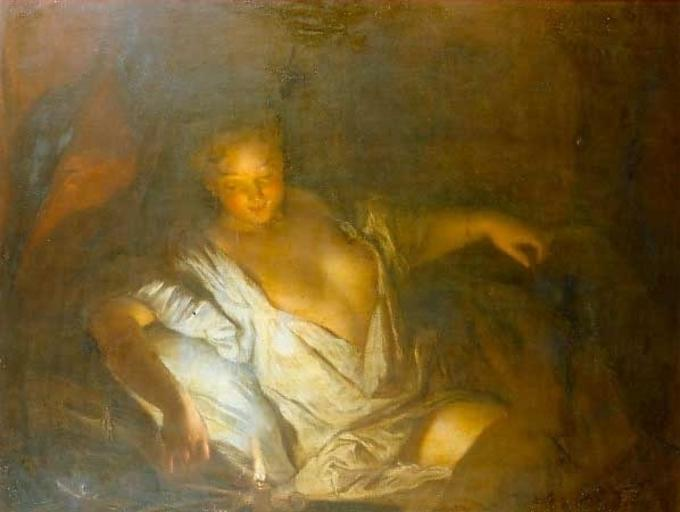
Retrato de "Nachtstück" (Pieza de noche) (1718)